# Милфорд (Ирландия)
Вижте пояснителната страница за други значения на Милфорд.
Милфорд (на английски: Milford; на ирландски: Baile na nGallóglach) е град в северната част на Ирландия, графство Донигал на провинция Ълстър. Разположен е на 18 km северно от най-големия град в графството Летъркени и на 44 km също на север от главния административен център на графството град Лифорд и североирландската граница. Основан е около 1700 г. Населението на града е 829 жители от преброяването през 2006 г. 